# The Shirelles
Shirelles — американський жіночий музичний гурт, утворений у другій половині 1950-х років у місті Пассейк, Нью-Джерсі, під назвою Poquellos.

## Склад
До складу гурту ввійшли:
- Едді «Мікі» Гарріс (Addie «Micki» Harris, нар. 22 січня 1940 — 10 червня 1982) — вокал;
- Ширлі Елстон (Shirley Alston, справжнє прізвище Оунес (Owens), нар. 10 червня 1941) — вокал;
- Беверлі Лі (Beverly Lee), 3 серпня 1941 — вокал
- Доріс Куннер (Doris Kenner), справжнє прізвище Коулі (Coley), нар. 2 червня 1941) — вокал.

## Історія
Шкільні подруги, для яких спів був постійною розвагою, розпочали професійну кар'єру, коли однокласниця Мері Джейн Грінберг рекомендувала їх своїй матері. Флоренс Грінберг, власниця фірми «Tiara», швидко уклала з дівчатами угоду, однак 1957 року сингл «І Met Him On Sunday» не знайшов визнання. Незабаром гурт перейшов на фірму «Scepter», де записав свій наступний сингл «Will You Love Me Tomorrow». Ця робота виявилась великим успіхом молодого гурту і ввійшла до історії поп-музики. Після цього з'явилась ціла серія вдалих композицій: «Mama Said» (1961), «Baby It's You» (1962) та «Foolish Little Girl» (1963), які закріпили високу позицію гурту. The Shirelles мали значний вплив на інших виконавців. Серед гуртів, які виконували їх композиції, були, наприклад, The Beatles, The Merseybeats та Manfred Mann.
Кар'єра гурту зазнала змін, коли квартет залишив продюсер-аранжувальник Лютер Діксон, а нові виконавці, які приходили до фірми «Scepter», потроху почали затіняти Shirelles. Після закінчення контракту з «Scepter» гурт обмежився лише ностальгійними виступами, поки смерть Мікі Гарріс відразу після виступу в Атланті не зробила Shirelles надбанням історії поп-музики.

## Дискографія
- 1961: Tonight's The Night
- 1961: The Shirelles Sing To Trumpet & Strings
- 1962: Baby It's You
- 1962: The Shirelles & King Curtis Twist Party
- 1962: Greates Hits
- 1963: Foolish Little Girl
- 1972: Remember When — The Best Of The Shirelles
- 1985: Soulfully Yours
- 1985: Sha La La
- 1987: Lost & Found
- 1987: Greatest Hits
- 1990: The Collection

### Shirley Alston
- 1975: With A Little Help From My Friends
- 1977: Lady Rose